# Johanna Lüttge
Johanna Lüttge (n. 20 martie 1936, Gebesee, Turingia, Germania – d. 14 noiembrie 2022, Leipzig, Germania) a fost o atletă ce a reprezentat Republica Democrată Germană, medaliată olimpică. A participat la 3 ediții ale Jocurilor Olimpice (1956, 1960, 1964) în care a câștigat o medalie de argint în proba de aruncarea greutății.

## Palmares
| An   | Competiție           | Locație              | Loc | Note  |
| ---- | -------------------- | -------------------- | --- | ----- |
| 1956 | Jocurile Olimpice    | Melbourne, Australia | 11  | 13,88 |
| 1958 | Campionatul European | Stockholm, Suedia    | 4   | 15,19 |
| 1960 | Jocurile Olimpice    | Roma, Italia         | 2   | 16,61 |
| 1962 | Campionatul European | Belgrad, Iugoslavia  | 4   | 15,97 |
| 1964 | Jocurile Olimpice    | Tokio, Japonia       | 9   | 15,77 |